# Marco Müller (Eishockeyspieler, 1994)
Marco Müller (* 21. Januar 1994 in Zuchwil) ist ein Schweizer Eishockeyspieler, der seit Juli 2025 erneut beim SC Bern aus der Schweizer National League unter Vertrag steht und dort auf der Position des Centers spielt. Mit dem SC Bern gewann Müller in den Jahren 2015 und 2016 die Schweizer Meisterschaft, ebenso 2022 mit dem EV Zug.

## Karriere
Müller spielte während seiner Nachwuchszeit für den EHC Biel und EHC Zuchwil Regio, ehe er im Sommer 2008 in den Nachwuchs des SC Bern wechselte. Dort spielte er sich durch alle Nachwuchsstufen, ehe er in der Saison 2011/12 sein Debüt in der National League A (NLA) gab. In den folgenden Spielzeiten pendelte er zwischen den Elite-Junioren und der ersten Mannschaft, konnte sich aber immer mehr als NLA-Spieler etablieren. Er wurde, um Spielpraxis zu erhalten, erst zum EHC Basel Sharks, dann zum EHC Visp ausgeliehen. Dennoch war die Zeit beim SCB überaus erfolgreich, da er mit dem Team im Jahr 2015 zunächst den Schweizer Cup sowie in den folgenden Jahren 2016 und 2017 jeweils die Schweizer Meisterschaft gewann.
Bereits im Januar 2017 hatte Müller einen Dreijahresvertrag beim HC Ambrì-Piotta mit Gültigkeit ab dem Spieljahr 2017/18 unterschrieben, der 2019 bis 2021 verlängert wurde. Nach Ablauf seines Vertrages im Tessin wechselte der Stürmer im Juli 2021 für ein Jahr zum EV Zug, mit dem er seinen dritten Meistertitel gewann. Zur Spielzeit 2022/23 wurde er vom HC Lugano unter Vertrag genommen und war dort drei Jahre aktiv, ehe Müller im Sommer 2025 nach Bern zurückkehrte.

### International
Nachdem Müller bereits in der Schweizer U16- und U17-Auswahl gespielt hatte, nahm er an der U18-Junioren-Weltmeisterschaft 2012 teil. Im Jahr 2014 spielte er mit der U20-Auswahl der Eidgenossen ebenfalls bei der Weltmeisterschaft.

## Erfolge und Auszeichnungen
| - 2014 Schweizer U20-Juniorenmeister mit dem SC Bern - 2015 Schweizer Cupsieger mit dem SC Bern - 2016 Schweizer Meister mit dem SC Bern | - 2017 Schweizer Meister mit dem SC Bern - 2019 NL Media Most Improved Player - 2022 Schweizer Meister mit dem EV Zug |

## Karrierestatistik
Stand: Ende der Saison 2024/25

### International
Vertrat die Schweiz bei:
- Ivan Hlinka Memorial Tournament 2011
- U18-Junioren-Weltmeisterschaft 2012
- U20-Junioren-Weltmeisterschaft 2014

(Legende zur Spielerstatistik: Sp oder GP = absolvierte Spiele; T oder G = erzielte Tore; V oder A = erzielte Assists; Pkt oder Pts = erzielte Scorerpunkte; SM oder PIM = erhaltene Strafminuten; +/− = Plus/Minus-Bilanz; PP = erzielte Überzahltore; SH = erzielte Unterzahltore; GW = erzielte Siegtore; 1 Play-downs/Relegation; Kursiv: Statistik nicht vollständig)